# Purenleon parallelus
Purenleon parallelus is een insect uit de familie van de mierenleeuwen (Myrmeleontidae), die tot de orde netvleugeligen (Neuroptera) behoort. 
Purenleon parallelus is voor het eerst wetenschappelijk beschreven door Banks in 1935.